# Paleodieta
A paleodieta ou dieta paleolítica é uma dieta contemporânea que consiste numa alimentação à base de plantas selvagens, carne, peixe e ovos, habitualmente consumidos pelo Homo sapiens durante o Paleolítico, período durante o qual começou a ser desenvolvida a agricultura. Tornou-se popular em meados da década de 1970 através do gastroenterologista Walter L. Voegtlin e prontamente foi estudada por numerosos autores e pesquisadores e exposta em diversos livros e jornais e revistas académicos
Construída sobre os princípios da medicina darwiniana, este conceito nutricional é baseado na premissa de que os humanos estão geneticamente adaptados para a dieta dos seus ancestrais paleolíticos e que a genética humana pouco mudou desde o tempo do florescimento da agricultura. Portanto, segundo a teoria, a dieta ideal para a saúde e bem-estar humanos deve parecer-se com a dos seus ancestrais paleolíticos.
Proponentes da paleodieta diferem um pouco nas suas prescrições dietéticas, mas todos eles concordam que as pessoas, hoje em dia, deviam comer principalmente carne, peixe, vegetais, frutos, e evitar ou limitar cereais, legumes e leguminosas, laticínios, sal e açúcar refinado.
Assim como qualquer plano alimentar, existem restrições e críticas deste modelo. Abaixo alguns pontos que sempre são levantados pelos críticos e estudiosos do assunto:
- “A evolução humana não parou no Paleolítico, então não há nenhuma razão para que devamos seguir uma dieta Paleo.”

A resposta dos defensores para este argumento é que mesmo que tenhamos evoluído e nosso organismo tenha se adaptado à vida moderna, isso representa muito pouco perto dos milhões de anos que o ser humano tem de histórico alimentar. As alergias ao glúten e lactose de parte da população mostra que essas adaptações ainda apresentam limitações.
- "A dieta do paleolítico é perigosa porque permite a carne vermelha, que entope nossas artérias e encurta nossa expectativa de vida."

Os argumentos contrários a esta afirmação pregam que existe um viés ao associar  o consumo de carne vermelha à doenças cardiovasculares, uma vez que  existem pessoas que consomem carne vermelha em excesso, porém, também consomem açucares e gorduras em excesso e não praticam nenhuma atividade física. Logo, a relação está mais próxima ao fato da pessoa ter uma vida desequilibrada e não  ao consumo de carne vermelha.
- “Não há nenhuma evidência para apoiar a dieta do Paleolítico.”

Comprovações arqueológicas mostram que a partir do momento em que o homem passou de caçador-coletor para uma dieta baseada na agricultura sua saúde apresentou um declínio.
Comprovações Antropológicas apontam que caçadores-coletores eram mais saudáveis no que se refere a condicionamento físico e isso está relacionado não só ao habito do exercício físico mas também da dieta que era seguida.
Comprovações bioquímicas relatam que a dieta paleolítica é rica nos 40 nutrientes que o corpo necessita e qualquer dieta que provenha uma quantidade inferior tende a encurtar a saúde e a vida do ser humano.
Comprovações clínicas mostram que a dieta paleolítica colaborou para algumas mudanças positivas em alguns pacientes como o peso, circunferência da cintura, na proteína C-reativa (um marcador de inflamação), no açúcar no sangue, pressão arterial, sensibilidade à insulina e marcadores de lipídios como o colesterol LDL, triglicérides e HDL.
É importante ressaltar que a inserção deste novo modelo alimentar para qualquer pessoa deve ser acompanhado por profissionais especializados, pois eles tem o conhecimento necessário para se fazer as devidas adaptações, caso sejam necessárias.